# Lista de futebolistas não nascidos na Bélgica convocados para a Seleção Belga
Este artigo traz uma Lista com os futebolistas que não nasceram na Bélgica, mas foram convocados para a Seleção nacional.

## Nacionalidade por jogador
| País                           | Número | Jogador |
| ------------------------------ | ------ | --- |
| Angola                         | 1      | Luis Pedro Cavanda (2015) |
| Armênia                        | 1      | Vahram Kevorkian (1908–1911) |
| Bósnia e Herzegovina           | 1      | Gordan Vidović (1997–1999) |
| Brasil                         | 2      | Igor de Camargo (2009–2012) Luís Oliveira (1992–1999) |
| Croácia                        | 2      | Branko Strupar (1999–2002) Josip Weber (1994) |
| República Democrática do Congo | 8      | Christian Benteke (2010–) Christian Kabasele (2016–) Ilombe Mboyo (2012–) Mbo Mpenza (1997–2007) Gaby Mudingayi (2003–2008) Geoffrey Mujangi Bia (2009) Derrick Tshimanga (2011) Anthony Vanden Borre (2004–2014) |
| França                         | 1      | Erwin Vandendaele (1970–1977) |
| Haiti                          | 1      | Hannes Delcroix (2020–) |
| Costa do Marfim                | 1      | Roland Lamah (2009) |
| Países Baixos                  | 1      | Stan Vanden Eynde (1931–1938) |
| Reino Unido                    | 4      | Joseph Nelis (1940) Eric Thornton (1905) Charles Vanden Wouwer (1938–1940) Alphonse Wright (1906–1907) |